# Ӿ
Ӿ (minúscula ӿ; cursiva: Ӿ ӿ) es una letra del alfabeto cirílico. En Unicode, esta letra se la denomina "Ha with stroke". Su forma deriva de la letra cirílica Ja (Х х Х х).
Sólo se la utiliza en el alfabeto del idioma Nivejí, donde  representa la fricativa glotal sorda /h/, como la pronunciación de ⟨h⟩ en "hamster".

## Computando códigos
| Caracter                    | Ӿ                                      | Ӿ                                      | ӿ                                    | ӿ                                    |
| --------------------------- | -------------------------------------- | -------------------------------------- | ------------------------------------ | ------------------------------------ |
| Nombre unicode              | CYRILLIC CAPITAL LETTER HA WITH STROKE | CYRILLIC CAPITAL LETTER HA WITH STROKE | CYRILLIC SMALL LETTER HA WITH STROKE | CYRILLIC SMALL LETTER HA WITH STROKE |
| Codificaciones              | Decimal                                | hex                                    | dec                                  | hex                                  |
| Unicode                     | 1278                                   | U+04FE                                 | 1279                                 | U+04FF                               |
| UTF-8                       | 211 190                                | D3 BE                                  | 211 191                              | D3 BF                                |
| Numeric character reference | &#1278;                                | &#x4FE;                                | &#1279;                              | &#x4FF;                              |